# Lateriramulosa minitriangularia
Lateriramulosa minitriangularia är en svampart som beskrevs av Matsush. 1975. Lateriramulosa minitriangularia ingår i släktet Lateriramulosa, divisionen sporsäcksvampar och riket svampar.   Inga underarter finns listade i Catalogue of Life.